# Vattenstånds
Vattenstånds (Senecio aquaticus) är en växtart i familjen korgblommiga växter. 